# Łopienno Północne
Łopienno Północne – jezioro rynnowe w Polsce, w województwie wielkopolskim, w powiecie gnieźnieńskim, w gminie Mieleszyn, na Pojezierzu Gnieźnieńskim. Przez akwen przepływa strumień Sierzawa, dopływ Małej Wełny. Brzegi jeziora zajmują łąki. Na południe znajduje się sztuczne grobla oddzielająca jezioro od jeziora Łopienno Południowe, przez którą poprowadzona jest droga.

## Dane morfometryczne
Zwierciadło wody położone jest na wysokości 101,3 metrów. Maksymalna głębokość wynosi 2,5 metra. Powierzchnia zwierciadła wody wynosi 15,8 ha.